# Vorderskopf
Vorderskopf är en bergstopp i Österrike.   Den ligger i distriktet Schwaz och förbundslandet Tyrolen, i den västra delen av landet, 400 km väster om huvudstaden Wien. Toppen på Vorderskopf är 1 858 meter över havet, eller 574 meter över den omgivande terrängen. Bredden vid basen är 2,5 km.
Terrängen runt Vorderskopf är bergig söderut, men norrut är den kuperad. Runt Vorderskopf är det ganska glesbefolkat, med 50 invånare per kvadratkilometer.. Närmaste större samhälle är Scharnitz, 17,7 km sydväst om Vorderskopf. 
I omgivningarna runt Vorderskopf växer i huvudsak barrskog.